# Miskolci hármas gyilkosság
A miskolci hármas gyilkosság egy 1981. július 11-én történt gyilkosság, mely a miskolci Avas lakótelep déli részén, az akkori Engels utca (ma Szentgyörgy út) – történt, ahol a 30 éves Kohányi Ferenc kazángépész-segéd tízemeletes házuk tetejéről a mélybe dobta három gyermekét, a 3 éves Annát, a 7 éves Istvánt, és a 8 éves Attilát. Negyedik, 10 éves Ferenc nevű gyermeke a szerencsének köszönheti megmenekülését.

## Előzmények
A garázdaságért, megrontásért, és önbíráskodásért már korábban büntetett Kohányi Ferenc 1970-ben kötött házasságot B. Annával. Négy gyerekük született, így kaptak az Engels utca 75-ben egy tanácsi bérlakást a 2. emeleten, ahová 1980 decemberében költöztek be. A férj és feleség kapcsolata megromlott, gyakran voltak veszekedések a szomszédok füle hallatára. Az egyik szomszéd azt mondta, hogy sokszor ébredtek arra, hogy visít az asszony, és jajveszékelnek a gyerekek. Zavarta őket Kohányi viselkedése, de az ő dolguk volt.
A feleség, akit a férje dolgozni sem engedett, 1981 tavaszán, pár hónappal a beköltözés után úgy döntött, hogy elköltözik a közös lakásból, miután a játszótéren megismerkedett a szemközti panelban élő B. Györggyel. A férfi özvegy volt, mert a felesége öngyilkos lett. Maradt utána öt gyerek, és a férfi mondta Kohányi feleségének, hogy egy olyan asszonyra lenne szüksége, aki nevelné az ő gyerekeit is. Amikor Kohányi március végén három napra elment pálinkát főzni, felesége a kislányával átköltözött a szemközti házba, azonban az új élettársának éppen kétéves börtönbüntetésre kellett bevonulni, így gyakorlatilag a 26 éves B. Anna védtelen maradt. Kohányiné az elköltözés és a tragédia közötti napokban napi kapcsolatban volt a gyerekeivel, főzött neki. Férje először késsel fenyegette meg, hogy visszakényszerítse magához, de volt olyan is, hogy fenyegette, hogy sósavval önti le. Az asszony a gyerekeket azért hagyta a férjénél, mert tudta, hogy akár erőszakkal is el fogja vinni őket. Amikor a legkisebb gyermek, Anna az anyjánál volt, azzal fenyegetőzött a férj, hogy ha nem kapja vissza, megöli az egész családot. Kohányiné a gyámhatósághoz fordult, ahol azt mondták neki állítása szerint, hogy adja be a válókeresetet, és majd a bíróság dönt a gyerekek sorsa felől. A miskolci Városi Tanácsnál viszont nem tudtak arról, hogy a nő kérte volna a gyerekek állami gondozásba vételét.

## A gyilkosság
Kohányi szerette volna, ha a felesége a szemközti házból végignézi, mit tesz a gyerekekkel, de a nő a nagyszüleinél volt. Nem bírta tovább, felöltöztette a gyerekeket, és azt mondta nekik, hogy felmennek a tetőre körbenézni. A gyerekek semmit sem sejtettek, a legkisebb még meg is nézte magát a tükörben, mielőtt beszálltak a liftbe. Miután felértek a tetőre, Kohányi átkiabált felesége új élettársának anyjához, hogy küldje át Annát. Kohányi a gyerekekkel a szellőztető kémények mellett megjelent, és az alig 30 cm magas párkányhoz vezette őket, majd leültette a gyerekeket háttal a mélységnek,  és ahogy ültek, felemelte őket, és a mélybe dobta. A legkisebbel, Annával kezdte, mert őt szerette a legjobban, 8 éves fia, Attila el akart szaladni, de apja utánanyúlt. A legidősebb fiú, a 10 éves Ferike csak azért menekült meg, mert elcsavargott valamerre.  A gyilkosság után Kohányi a gyerekek mellett időzött, akik a virágok közé estek. Letakarta Anna arcát egy zsebkendővel. Attila még élt, habzott a szája, azonban ő sem élte túl a gyilkosságot. Kohányi kijelentette a rendőröknek arra a kérdésre, hogy ő tette-e ezt a szörnyű cselekményt, annyit válaszolt rá: “Én. Megtehettem, én vagyok az apjuk.”
Kohányi legidősebb fiát, a 10 éves Ferencet a gyilkosság estéjén megtalálták Miskolctapolcán. A fiú azt mondta a rendőröknek, hogy nem hitte volna,  hogy az apja megteszi. Miután ugyanis az anyjuk elköltözött, egyszer arra kérte az apja, hogy igyon bele a rumba, mert lehet a felesége megmérgezte. Olyan is volt, hogy őt és öccsét, Istvánt egy zsinórral kötözte össze, majd azt mondta nekik - ami aztán július 11-én meg is történt - hogy a háztetőről fogja őket ledobni. A gyerekek nem mondták el senkinek, mert féltek, és másnapra már azt hitték, az apjuk úgysem tenne ilyet.
Kohányi a gyilkosság napján, július 11-én ráparancsolt a fiára, hogy menjen el anyjához és hívja át. Még azt is elmondta fiának, miért menjen át, Ferenc valószínűleg éppen emiatt menekült meg. Kohányi közölte, hogy az anyjukat megfojtja, őket pedig ledobálja a tetőről. A fiú ezután szökött el Miskolctapolcára, ahol egy ott lakótól tudta meg, mi történt, mióta eljött otthonról.

## Ítélet
.

Kohányi Ferenc kivégzéséről szóló ítélet (1982)

Kohányi az ítélet kihirdetése előtt a Legfelsőbb Bíróság megőrzőjében várta a rá rótt büntetést. Az igazságügyi orvosszakértő megállapította, hogy a vádlott nem elmebeteg, nem gyengeelméjű. Szellemi leépülésben nem szenved, vagy tudatzavarban. Kóros személyiség, akinek az érzelmi élete rendkívül sivár, szűk látókörű, önző személyiség. Senki más nem érdekli, csak a saját érdekeit tartja szem előtt. Hangulata labilis, sértődékeny, bosszúállásra hajlamos, életvezetése egyenetlen. Alapvetően antiszociális személyiség, aki a bűncselekmény elkövetésekor tisztában volt tettének következményeivel. Kohányi már a letartóztatás óta tudta, hogy ha beszámíthatónak találják, fel fogják akasztani, így az ítélethirdetésen sem roppant össze. "Korábban a nyomozati szakaszban is kommunikált a rendőrséggel, nem volt rá jellemző az, mint egy betörőre, vagy egy "átlagos" gyilkosra, aki védekezni akar, ezért tagad" – emlékezett vissza Solymosi.
Kohányi Ferenc az utolsó szó jogán ennyit mondott:
“Én követtem el a bűncselekményt, de nem én vagyok a felelős. Ha a feleségem nem hagy el, nem öltem volna meg egyiket sem.”
A miskolci Megyei Bíróság 1981 októberében ítélte halálbüntetésre Kohányi Ferencet, előre kitervelten, különös kegyetlenséggel, több emberen elkövetett emberölés bűntette miatt. [...] A Legfelsőbb Bíróság 1982. január 14-én az elsőfokú bíróság ítéletét helyben hagyta. A védő kegyelmi kérvényt nyújtott be, de azt elutasították. Az ítéletet február 5-én pénteken hajnali 5 órakor végrehajtották – olvasható volt a Népszava 1982. február 6-i számában. Jeltelen sírt kapott.
A háromszoros gyermekgyilkos volt az utolsó elítélt, akit Borsod-Abaúj-Zemplén Megyében felakasztottak.